# Auguste Fickert
Auguste Fickert (née le 25 mai 1855 à Vienne et morte le 9 juin 1910 à Maria Enzersdorf, Autriche-Hongrie) fut une pionnière du féminisme autrichien et une réformatrice sociale. Elle se situait sur l'aile gauche du féminisme autrichien et s'allia avec des organisations prolétaires dans des campagnes en faveur de l'éducation et de la protection légale des femmes ouvrières.
Elle fonda Allgemeiner Österreichischer Frauenverein (Association Générales des Femmes Autrichiennes) dont Leopoldine Kulka fut rédactrice en chef, fut cofondatrice de Dokumente der Frauen (Documents de femmes) et éditrice de Neues Frauenleben (Nouvelles vies des femmes).

### Source
- (en) Cet article est partiellement ou en totalité issu de l’article de Wikipédia en anglais intitulé « Auguste Fickert » (voir la liste des auteurs).